# Cantó de Saint-Hilaire-de-Villefranche
El cantó de Saint-Hilaire-de-Villefranche és un cantó francès del departament del Charente Marítim, al districte de Saint-Jean-d'Angély. Té 10 municipis i el cap és Saint-Hilaire-de-Villefranche.

## Municipis
- Aujac
- Aumagne
- Authon-Ébéon
- Bercloux
- Brizambourg
- La Frédière
- Juicq
- Nantillé
- Saint-Hilaire-de-Villefranche
- Sainte-Même

| Data d'elecció                           | Identitat     | Partit               | Qualitat |
| ---------------------------------------- | ------------- | -------------------- | -------- |
| 1945-1976                                | Lucien Grand  | RGR, després radical |          |
| 1976-2008                                | Roland Beix   | PS                   |          |
| 2008-                                    | Alain Galteau | Divers droite        |          |
| les dades anteriors no són pas conegudes |               |                      |          |
|                                          |               |                      |          |

| A partir de 1990: Població sense dobles comptes |